# Răscruci
Răscruci – wieś w Rumunii, w okręgu Kluż, w gminie Bonțida. W 2011 roku liczyła 1683 mieszkańców.